# Craspedortha
Craspedortha este un gen de molii din familia Sphingidae. 

## Specii
- Craspedortha montana - Cadiou, 2000
- Craspedortha porphyria - (Butler, 1876)